# إدوارد غروسو
إدوارد غروسو (بالرومانية: Eduard Grosu)‏ هو لاعب كرة قدم مولدوفي في مركز الوسط، ولد في 5 يناير 1980 في مولدوفا. شارك مع منتخب مولدوفا لكرة القدم. أما مع النوادي، فقد لعب مع ميلسامي أورهي ونادي داسيا كيشيناو.

## وصلات خارجية
- إدوارد غروسو على موقع قاعدة بيانات كرة القدم.إي يو (الإنجليزية)
- إدوارد غروسو على موقع ناشيونال فوتبول تيمز (الإنجليزية)
- إدوارد غروسو على موقع Soccerway.com (الإنجليزية)